# Pináculo de La Perouse
O Pináculo de La Perouse é um pináculo vulcânico situado nas French Frigate Shoals mais ou menos no meio das Ilhas de Sotavento do Havaí. É a mais antiga e remota rocha vulcânica na cadeia havaiana. O Pináculo de La Perouse possui 120 pés (37 m) de altura. Possui à sua volta recifes de coral e uma ilhota rochosa mais baixa, com 5–10 pés (1,5–3 metros) de altura. Em função de sua forma característica, à distância o pináculo pode ser confundido com um navio.
O rochedo recebeu esse nome em homenagem a Jean-François de Le Pérouse, Conde de La Pérouse, que passou pela região em 1786.

## Galeria

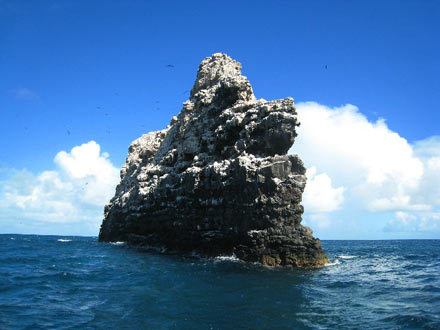
Pináculo de La Perouse